# Karol Zaborowski
Karol Zaborowski (* 19. Juni 1983) ist ein ehemaliger deutscher Fußballspieler.

## Karriere
Zaborowski begann mit dem Fußballspiel beim Eichholzer SV, einem Verein aus dem Lübecker Stadtbezirk Eichholz, bevor er 1997 in die Jugendmannschaft des VfB Lübeck wechselte. 2002 rückte der Stürmer als Vertragsamateur in die erste Herrenmannschaft auf, konnte sich in dieser in den folgenden Jahren jedoch nicht durchsetzen. Bis 2005 bestritt er je ein Spiel in der 2. Bundesliga und der Regionalliga Nord und war ansonsten regelmäßig für die 2. Mannschaft im Einsatz. Bei seinem Regionalliga-Einsatz am 28. August 2004 erzielte er als Einwechselspieler in 78. Minute den 1:0-Führungstreffer gegen die Amateure von Hertha BSC (Endstand 2:0), zuvor war er im März 2003 gegen den Karlsruher SC zu einem zweiminütigen Kurzeinsatz in der 2. Bundesliga gekommen.
2005 wechselte er zum Viertligisten Meiendorfer SV, mit dem er in der darauffolgenden Saison in die Verbandsliga abstieg. Er löste im Sommer 2006 seinen Vertrag per E-Mail an den Trainer auf und hielt sich seitdem beim Amateurverein TuS Hamburg, der in der sechsten Liga spielt, fit. Beim Hamburger Fußballverband wurde er offiziell weiter als Spieler des Meiendorfer SV geführt.
Zaborowski studierte internationales Management am European Business College in Hamburg. Sein Vorhaben, 2007 während eines Auslandssemester in Shanghai für Shanghai Shenhua zu spielen, realisierte sich nicht. Im ersten Halbjahr 2007 war er zeitweise im Lokalfußball von Danzig für Stoczniowiec Gdańsk aktiv, nach Abschluss seines Auslandsemesters spielte er von September 2007 bis Jahresende in der Oberliga Nord für den SV Henstedt-Rhen.